# ヤネリス・サントス
ヤネリス・サントス（Yanelis Santos Allegne、女性、1986年3月30日 - ）は、キューバのバレーボール選手。シエゴ・デ・アビラ州出身。元キューバ代表。

## 来歴
キューバ代表の伝統的なシステムであるツーセッターの一翼を担う。その右腕から繰り出されるジャンプサーブは強烈で、2008年の北京オリンピックでベストサーバーに選出されるなど幾多のサーブ賞を獲得した。またオポジットとしても、2011年のNORCECA選手権でベストスパイカーに輝き、銅メダル獲得に大きく貢献した。

## 球歴
- オリンピック - 2008年
- 世界選手権 - 2006年、2010年
- ワールドカップ - 2007年
- ワールドグランプリ - 2005年、2006年、2007年、2008年

## 受賞歴
- 2007年 - モントルーバレーマスターズ ベストサーバー賞
- 2007年 - ワールドカップ ベストサーバー賞
- 2008年 - 北京オリンピック ベストサーバー賞
- 2009年 - NORCECA選手権 ベストサーバー賞
- 2011年 - NORCECA選手権 ベストスパイカー賞
- 2012年 - ロンドンオリンピック北中米予選 ベストサーバー賞
- 2012年 - パンアメリカンカップ ベストスパイカー賞、ベストサーバー賞

## 所属クラブ
- Ciego de Ávila（1998-2014年）
- Leningradka（2014-2015年）
- İller Bankası（2015-2019年）
- AON Amazones（2021-2022年）
- AONS Milon Nea Smyrni（2022-）